# 都道府県独立国家論
都道府県独立国家論（とどうふけんどくりつこっかろん）は、現在の47都道府県が、領域・人口・経済などの条件をそのままに維持しつつ日本から主権国家として独立することを想定した、現在および将来像についての議論を言う。空想国家論のひとつ。
本項目では必要に応じて、都道府県単位のみならず、それより大きな地方単位、それより小さな市町村単位の独立論についても記載する。

## 概説
基本的には民族主義的・政治的な動機というよりは、町おこし・地域おこし（地域振興）あるいは政策を再構築する目的での議論が多い。その中には観光や地域文化に焦点を当てたユーモラスなものが多い。この例として、1970年代から2020年代現在に至るまで、観光や地域振興のために架空の独立国(ミニ独立国）を各地の地方公共団体や観光協会が「建国」している。
他方で、各都道府県の過疎化や少子高齢化、大都市へのストロー効果や東京一極集中を直視した上で、各地の都道府県の地力や郷土愛を再確認するもの、東京からの視点ではなく地方独自の歴史観（郷土史）の反映を意識的に行うなどの地域主義的なシビアな議論のものもある。
いきおい、建国の具体的手法さらには独立維持（軍事力・国家政府・政治体制）など、国家の独立獲得への過程については焦点になりにくい。例えば、日本において過去に存在した独立国家の定義のひとつとして「独自の元号（私年号）の使用」があるが、本論においてはほとんど俎上に載らない。
それよりも、無条件で既に独立が果たされたという前提に立って、食料自給率・国内総生産などの「国力」の現状分析や未来予測についての論点が重視される。また、「神奈川都民・埼玉都民・千葉都民・茨城都民」などの言葉に代表されるような、自身の居住する都道府県への帰属意識が薄いことについての問題提起をも含む。
例外的にアイヌモシリ（北海道）や琉球諸島（沖縄県、鹿児島県 奄美諸島）については、民族自決の意味合いを含んだ議論がある程度盛んに行われており、独立及び高度な自治を求めて公に活動する団体も存在する。詳細はアイヌ民族運動、琉球独立運動を参照せよ。他地域においても、日本の中央政権とは異なる歴史観や宗教行事を今なお保持する例はあるが、2020年代現在、大掛かりな各地域の独立を目指す組織は存在していない。
議論は散発的であり、個別の都道府県が単独で独立する条件のものが、ほとんどを占める。他方で地方が丸ごと独立する条件のものもあるが、都道府県や地方は独立したとしてそれが連邦制・国家連合などを行うという想定はあまり見られない。
2000年代以降には、新自由主義的な発想から、道州制や都市部の経済特区（いわゆる「都構想」など）などの実現を見据えた「国家からの独立論」を唱える政治家や有識者が増えた。ただし、これは国家の中央政府が持つ権限や財源を各地方自治体へ移譲すること（地方自治の拡充）を図った文脈から「国家からの独立」と表現しているもので、真の意味で国家からの独立獲得を目指しているわけではない。
議論の質・内容は、荒唐無稽な思いつきから、データの裏付けがある実証的なものまで、さまざまである。本稿では、フィクションや、現実世界における重要なテキストを、まとめて紹介する。

### 日本政府の見解

#### 佐渡島の独立について
永六輔らが唱える佐渡独立運動（佐渡共和国）が読売新聞の1978年10月3日付けで「「大国日本に未来はない」大まじめ“警鐘の組閣”」と報じられた。ただ、この議論は佐渡を擬似的に独立させることで、現状の東京中心の日本の政治を批判、揶揄する趣旨が強かった。永ら佐渡島の島外の文化人が佐渡共和国の実現を議論することに対して、1978年10月20日に開催された衆議院の地方行政委員会の中で山本悌二郎（民社党，旧新潟1区）が、地元住民に賛成するものはおらず、外から来た者が無責任に独立論をあおることに憤慨する趣旨で「外から来て佐渡島を独立しようなんでとんでもない話でございますので、断固反対」と述べ、政府としての答弁を求めた。山本に対して自治大臣の加藤武徳は「まさにその場の興の一つに供されたのではないだろうか、かような感じを持ちますが、もし真剣に考えている人が仮にあったといたしますと、それは自治を破壊するものであって、まことによろしからざること」と述べている。

#### 沖縄県の独立について
1997年2月13日に開催された衆議院予算委員会の中で上原康助（社会民主党，沖縄3区選出）から、沖縄県が琉球王国として独立国であった歴史と現状の沖縄の基地問題を踏まえて、仮に沖縄県が日本国から独立した場合の法的措置についてを内閣法制局長官の大森政輔に質問している。
大森は政府の見解として「独立というのは一国の主権、領土から離脱するということでございまして、現行憲法はそれに関する規定を設けておりません。したがいまして、言葉をかえますと、そのようなことを想定していない。言葉をかえますと、現行憲法下では適法にそのような行為はできないのではなかろうかというふうに考える次第でございます。」と答弁をしている。

## 地方・都道府県別

### アイヌモシリ / 北海道
- 梅棹忠夫「北海道独立論」 - 以下の書籍に所収。
  - 梅棹忠夫・著 『日本探検』 中央公論社 1960年
  - 臼井吉見・編 『現代の教養 1 』 筑摩書房 1966年
  - 石毛直道・守屋毅・編 『梅棹忠夫著作集 第7巻 』 中央公論社 1990年8月 ISBN 4-12-402857-1
- 「北海道が独立したら」共同通信社経済部・伴武澄　『萬晩報』 - 北海道独立論
  - 農林水産省広報誌『AFF』（編集協力・農林水産省広報室、発行・財団法人農林統計協会）1995年4月号に掲載された文章。
- 「全国知事リレー講義」（立命館大学政策科学部）
  - 2002年度 第3回 北海道知事堀達也 「もし、北海道が独立したら…構造改革を超えて～自主・自立の北の国づくり」（2002年4月23日）
- 『北方ジャーナル』連載「北海道独立論」 - 国立旭川工業高等専門学校教授・白井暢明
  - 白井暢明の北海道独立論 - ウェイバックマシン（2002年2月19日アーカイブ分）

### 東北
- 西村寿行・著 『蒼茫の大地、滅ぶ』 講談社1978年。仙台市の出版社の荒蝦夷が2013年に復刻している。
- 井上ひさし・著 『吉里吉里人』 新潮社 1981年。
- 半村良・著 『2030年東北自治区』 新潮社 1992年。
- 砂越豊・著「東北独立 : いまや独立は最後の希望であり復興実現の最も現実的な選択となった」遊無有 2011年12月[4]。ISBN 9784860820206
- 赤松利市・著『アウターライズ』中央公論新社、2020年3月 ISBN 9784120052828

#### 福島県
- 村雲司・著 『阿武隈共和国独立宣言』 現代書館 2020年。ISBN 9784768456910 - 福島原発事故の影響で帰宅困難区域となった村が「阿武隈共和国」として独立宣言を行うという小説。

### 関東

#### 埼玉県
- 土屋義彦・著 『小が大を呑む - 埼玉独立論』 講談社 1997年2月 ISBN 4-06-208266-7
  - 「埼玉県領事館」 - 埼玉都民を参照。

#### 千葉県
- 「初夢：きょう「千葉国」誕生　／千葉」 （毎日新聞　2005年1月1日）（Internet Archiveでのスナップショット）
  - 毎日新聞は、正月恒例として元日付の特別版別刷りで未来予測や希望的観測の記事を発表している。この流れで、同紙千葉県版において初夢企画として掲載されたもの。
- 「変化に対応した千葉県活性化プラン」 - 千葉政経懇話会 2006年3月例会（2006年3月30日） での、千葉大学教授・明石要一の講演。
  - 翌日、千葉日報2006年3月31日付で「千葉共和国を提唱 - 明石千葉大教授が講演 政経懇例会」の見出しで報道。

#### 東京都
- AKIRA。大友克洋による日本の漫画。1982年から1990年にかけて講談社の漫画雑誌『週刊ヤングマガジン』にて連載され、1988年には大友自身が監督してアニメ映画化された[5]。作中で「大東京帝国」という勢力が登場する。
- 水木楊・著 『東京独立共和国』 文藝春秋 1999年10月 ISBN 4-16-318720-0

#### 神奈川県
- 平岡正明・著『皇帝円舞曲』 第1－5部、ビレッジセンター出版局、1996－97年。三浦半島の日本からの独立劇を描く。
- 2012年には神奈川県知事の黒岩祐治は「神奈川独立国」構想なる経済特区構想を掲げていた。黒岩はこの構想について「自治政府、独立国を目指す。３政令市と合体した枠組みができるのでは」と語り、横浜市を神奈川県から独立した「特別自治市」とすることを目指す横浜市長の林文子も黒岩の構想に賛意を表明していた[6]。

### 中部

#### 新潟県
- 豊田有恒 「嗚呼!新潟人民共和国」（短編）
  - 豊田有恒・著『ビバ日本語!』（徳間書店 1977年6月、徳間文庫 徳間書店 1982年2月 ISBN 4-19-577281-8）所収。
- 『幻の独立国の「国歌」佐渡おけさ』 朝日新聞　2009年5月8日付
  - 1970年年代後半ごろに佐渡島独立論を西丸震哉や永六輔らが主張したとされる。ただこの議論は一部の文化人が佐渡島独立を擬似的に主張することで、日本の中央政府の政策を批判、揶揄することが目的であり、地元の住民運動としての独立運動ではなかった[7]。1978年10月2日付けの読売新聞夕刊で「大まじめ、佐渡共和国」「さらば” 大国日本”」との見出しで報じられた。その中の組閣案の「おけさ内閣」では「大統領」が三宅正一、「副大統領」が本間雅彦（新潟県立佐渡農業高等学校教諭、本間雅晴は父）、豊田有恒が「文部大臣」、西丸震哉は「農林特別補佐官」、有吉佐和子は「環境郵政大臣」、永は「宣伝大臣」として名を挙げられている。1978年10月20日に開催された衆議院の地方行政委員会の中で山本悌二郎（民社党，旧新潟1区）が永らの佐渡独立運動について政府に質問している（都道府県独立国家論#佐渡島の独立についてを参照せよ）。
- 杉元伶一（原作）・加藤伸吉（作画）『国民クイズ』講談社、1993年。 - 佐渡島が佐渡島共和国として独立。
- 2011年には、泉田裕彦新潟県知事と篠田昭新潟市長らが提唱した新潟州構想という構想があった。新潟県を「新潟州」に改変して、国から更なる権限の移譲を求めるものである。しかし、2010年代後半には議論は停滞してしまった。
- NHK新潟放送局が2017年12月24日、番組「使えるテレビ　ザ・ディレクソン」の中でオリジナルドラマ「独立国 新潟」を放送している[8]。

#### 愛知県
- 2012年頃に河村たかし名古屋市長が経済特区としての「尾張名古屋共和国」構想を掲げていた。この構想は名古屋市のみならず、名古屋市近隣の尾張地域も含めた構想[9]である。日本共産党愛知県委員会はこの構想を「名古屋市内と近隣地域の住民の利便と福祉の向上ではなく、名古屋の街を大きく見せて多国籍企業を呼び込むためなのです。」と厳しく批判していた[10]。2010年代半ばには議論は停滞してしまった。中京都構想も参照せよ。
- 『1日外出録ハンチョウ』 3巻、2018年3月6日。ISBN 978-4-06-511100-0。[11]。名古屋めしなどの名古屋の特徴的な文化を紹介する場面に「名古屋は独立国家なんですよ･････！」などの台詞が描かれている。

### 関西
- 2007年12月16日に放送されたテレビ大阪の番組「GA-tuuun！」の中で、宮崎県知事の東国原英夫はたむらけんじとの対談の中で、「関西は独立国にした方がいい！」と自論を展開した。橋下徹が2008年大阪府知事選挙に出馬表明する直前の放送であった。東国原は収録後「エネルギッシュな文化が集約された関西は、独立国にした方がいい。（文化や経済が）“全国均一”という流れでそれらが淘汰されるのはもったいなさ過ぎますよね」と話している[12]。
- 池田信夫「関西は独立せよ」2011年1月2日[13]。

#### 大阪府
- 日清製粉 テレビコマーシャル「大阪内閣成立」（1999年〜2000年）
- テレビドラマ 『世にも奇妙な物語 秋の特別編 (2008年)』「どつきどつかれて生きるのさ」（2008年9月23日放送）
- 舛添要一『日本新生の秘策「大阪独立国構想」を提言する 「一国二制度」で真の地方活性化を』2010年4月13日[14]。
- 大阪国独立を考える会・著 『大阪がもし日本から独立したら』 マガジンハウス 2010年4月22日 ISBN 978-4838720934
- 2011年7月31日に開かれた会合の中で、橋下徹大阪府知事と大村秀章愛知県知事らが、大阪都構想、中京都構想の促進を図る文脈で関西地域や中京地域がアジア地域間の経済競争で生き残るため、将来は国からの「独立」を目指すべきだとの考えを示している[15]。
- 「大阪の独立、理論的には可能？　太平洋の島国から考える」（2019年12月1日付の朝日新聞デジタルの記事）

### 中国
- 那須正幹『ズッコケ山賊修業中』ポプラ社 1984年。主人公のズッコケ三人組と近所の堀口青年が、中国山地の山道で土ぐも族と名乗る山賊集団に拉致されて、一族の隠れ里で暮らすことになるという話。土ぐも族は「天孫族なる異国の蛮族から王座を奪われ」て、山間僻地に追われて以後、何百年も隠れ住んでいるという内容である。

#### 鳥取県
- ゲゲゲの鬼太郎 (テレビアニメ第6シリーズ)の第65話「建国!? 魔猫の大鳥取帝国」（2019年7月21日放送）[16]
- 2022年に開設された県公式の観光PRサイトの名称が「スナバ国」。知事の平井伸治が名づけた。鳥取砂丘など豊かな自然や観光資源に恵まれる鳥取を「国」として捉えたアイディアだという。サイトに登録すると電子上の「パスポート」を取得できる。このパスポートは観光キャンペーン等に使われる [17]。

### 四国
- 大江健三郎『同時代ゲーム』新潮社、1979年（のち新潮文庫）

#### 高知県
- 高知新聞 創刊100周年企画連載 『時の方舟』 第六部「近未来フィクション　高知県独立」 （2004年）
  - 連載の単行本化は、高知新聞社・編 『時の方舟 - 高知あすの海図』 高知新聞社 2004年11月 ISBN 4-87503-179-3
- 坂東眞砂子『独立・土佐黒潮共和国 やっちゃれ、やっちゃれ!』文藝春秋。2010年7月。ISBN 9784163294407。高知新聞の連載小説。中央政府による地方切捨て政策に反発した高知県の女性知事が自給自足政策を掲げて独立を宣言する内容。

### 九州
- 終戦直後の1945年12月26日には、松本治一郎が「九州共和国論」として九州独立論を主張している[18][19]。
- 「九州府構想」
  - 平松守彦・著 『地方からの発想』（岩波新書 新赤版 138） 岩波書店 1990年9月 ISBN 4-00-430138-6
  - 平松守彦・著 『私の日本連合国家論』 岩波書店 1997年7月 ISBN 4-00-002632-1
- 駄田井正・編著 『九州独立も夢ではない -ポスト近代の国づくり-』同文舘出版 1999年 ISBN 4-495-86401-7
- 東国原英夫・江口克彦　九州「独立」論--道州制実現で"世界17位のGDP"を伸ばす（voice）PHP研究所 2009年5月[20]
- 毛利甚八「九州独立計画 玄海原発と九州のしあわせ」 講談社、2013年[21]。
- 九州は独立できるか?(1-4)（産経ニュース）2014年
- 筑後川入道九仙坊「九州独立と日本の創生: 楽しいサステイナブルな社会をめざす」 新評論 2021年12月8日 ISBN 978-4794811998

#### 福岡県
- 村上龍『半島を出よ』幻冬舎、2005年。
  - 北朝鮮から来た反乱軍を自称する「高麗遠征軍」に占領された福岡県福岡市が舞台。福岡は高麗遠征軍の支配の元で、日本からの独立を宣言することになる。福岡のみならず、九州一円と東京の日本政府の温度差も描かれているほか、東京一極集中や地方自治体の権限の弱さなどの問題も作品で取り上げられている。
  - 村上龍『半島を出よ』 上巻、幻冬舎、2005年3月25日。ISBN 978-4-344-00759-8。
  - 村上龍『半島を出よ』 下巻、幻冬舎、2005年3月25日。ISBN 978-4-344-00760-4。

### 琉球諸島
- 八重山諸島の自治組織（八重山共和国，1945年）
- 琉球政府（1972年まで）
- 映画 『さよならニッポン! GOODBYE JAPAN』 （製作・ぶんか社・MITグループ、配給・ ギャガ・コミュニケーションズ・シネカノン　1995年）
  - 監督・堤幸彦、脚本・加藤学生、出演・緒形拳、他。沖縄にある日本最南端の島・赤尾根古島（あかおねこじま）は、人口700人。「赤尾根古国」として独立を宣言した村の大騒動を描いた、政治喜劇。ロケ地は宮古島。
- 大山朝常『沖縄独立宣言 ヤマトは帰るべき「祖国」ではなかった』、現代書林、1997年4月。ISBN 4-87620-935-9
- 小説「沖縄独立す―北東アジアに軍事危機が迫る」柘植久慶著。ベストセラーズ  1998年1月。ISBN 978-4584184196 保守系、革新系がそれぞれ政権を握った場合の２本立てシミュレーション。
- 小熊英二『〈日本人〉の境界 沖縄・アイヌ・台湾・朝鮮植民地支配から復帰運動まで』、新曜社、1998年7月。ISBN 4-7885-0648-3
- 国政政党の民主党が2000年代ごろに沖縄県の未来の発展を念頭に置いた沖縄ビジョンを提唱していた。この中には「一国二制度」や「自立・独立」などの文言が用いられている[22]。
- 竹中労『琉球共和国 汝、花を武器とせよ!』（『ちくま文庫』）、筑摩書房、2002年6月。ISBN 4-480-03712-8
- 比嘉康文『「沖縄独立」の系譜 琉球国を夢見た6人』、琉球新報社、2004年6月。ISBN 4-89742-059-8
- 琉球自治州の会『琉球自治州の構想』、那覇出版社、2005年10月* ＜18＞沖縄独立論 - 読売新聞沖縄県版連載 『沖縄から new』 （2006年）
- 高木凛『沖縄独立を夢見た伝説の女傑 照屋敏子』小学館、2007年。ISBN 978-4-09-379780-1。照屋敏子の自伝。
- 松島泰勝『琉球独立論』 バジリコ 2014年7月24日 ISBN 978-4862382115

## 関連文献
- 三崎亜記・著 『となり町戦争』 集英社 2005年1月 ISBN 4-08-774740-9
  - 集英社文庫 集英社 2006年12月 ISBN 4-08-746105-X
  - 地方自治体が業務の一環として、となり町と戦争を行なう。

## 資料
- 平成20年度 都道府県別食料自給率について （農林水産省）
- 国の国内総生産順リスト
- 県民経済計算